# Charakterystyka filtru
Charakterystyka filtru (ściślej: charakterystyka częstotliwościowa filtru) – funkcja opisująca własności filtru liniowego w dziedzinie częstotliwości lub wykres tej funkcji. Wykres charakterystyki obrazuje zmiany parametrów dowolnego sygnału sinusoidalnego pomiędzy wejściem a wyjściem filtru w zależności od częstotliwości tego sygnału, a więc również zmiany wszystkich składowych widma sygnału bardziej złożonego niż sinusoidalny. Innymi słowy, charakterystyka filtru pokazuje jak filtr kształtuje widmo dowolnego sygnału, który przez niego przechodzi. 

## Wyznaczanie charakterystyki
Charakterystykę filtru można otrzymać wykreślając dany aspekt (np. moduł, argument lub jego pochodną) zespolonej transmitancji widmowej względem częstotliwości.

## Typy charakterystyk filtrów
1. Charakterystyka amplitudowa – pokazuje zmiany amplitudy sygnału względem częstotliwości.
2. Charakterystyka fazowa – pokazuje zmiany fazy sygnału względem częstotliwości.
3. Charakterystyka amplitudowo-fazowa – pokazuje równoczesne zmiany amplitudy i fazy sygnału.
4. Charakterystyka opóźnienia – pokazuje, jakie opóźnienie (przesunięcie fazowe lub opóźnienie grupowe) wnosi filtr dla sygnałów lub składowych sinusoidalnych o różnych częstotliwościach.